# اولیویا دل ریو
اولیویا دل ریو (به انگلیسی: Olivia Del Rio) (زاده ۱۶ آوریل ۱۹۶۹ در بلو هوریزونته) بازیگر پورنوگرافی، مدل وبکم و دختر تلفنی اهل برزیل است. او سیزدهمین فرزند از یک خانواده دارای ۱۶ فرزند می‌باشد.
بیشتر فعالیتهای وی در ۲ کشور ایتالیا و فرانسه بود. همچنین وی دارای تابعیت فرانسوی نیز می‌باشد. از معروفترین فیلم‌های وی می‌توان به فیلم کلوپاترا و آنتونی اشاره کرد که با هاکان سربیز همبازی بود. در سال ۲۰۰۳ در دو قسمت از یک شو تلویزیونی درسوئد ظاهر شد.
وی در حال حاضر ازدواج کرده و به همراه همسر و دو فرزندش درکشورهای فرانسه و مراکش زندگی می‌کند و بارهای مشروب فروشی خود را اداره می‌کند.

## جوایز
- ۲۰۰۲ جشنواره بین‌المللی فیلم اروتیک بارسلون نامزد بهترین هنرپیشه زن در فیلم مخ زنهای پرحرارت[۵]
- ۲۰۰۳ جایزه ای‌وی‌ان نامزد بهترین صحنه برای سکس گروهی در فیلم بهشت گم شده[۶]
- ۲۰۰۴ جایزه ای‌وی‌ان نامزد بهترین بازیگر زن سال[۷]
- ۲۰۰۴ نامزد جایزه ای‌وی‌ان با فیلم Best Solo Sex Scene – Lost Angels: Olivia Del Rio[۷]
- ۲۰۰۴ جایزه ای‌وی‌ان نامزد بهترین بازیگر برای بهترین سکس وحشیانه. برای فیلم سیرک گوشتی[۷]
- ۲۰۰۵ جایزه ای‌وی‌ان نامزد بهترین صحنه سکس گروهی برای فیلم دالاس. انتقام[۸]